# イワン・ナズキン

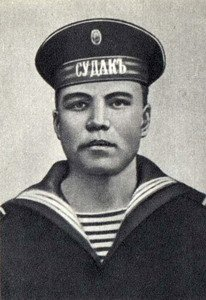
1910年代撮影

イワン・アンドレーヴィチ・ナズキン（ロシア語: Иван Андреевич Назукин、1892年1月6日 - 1920年2月24日）は、ロシア帝国の水兵、革命家で、ロシア内戦時のクリミアボリシェヴィキの指導者の1人。クリミア・ソビエト社会主義共和国の人民教育委員会に属した。

## 生涯
1892年1月6日、ウラル地方のペルミ県ソリカムスキー郡ポジュヴァ村近くのティトコヴォ村 (現:クレスチヤニナ) で、農民の家の元で生まれた。2年制学校を卒業したのち、エリザヴェータ＝ポジヴィンスキー機械工場で鍛冶屋として働いた。その後、両親と一緒にヴャトカに引っ越した。

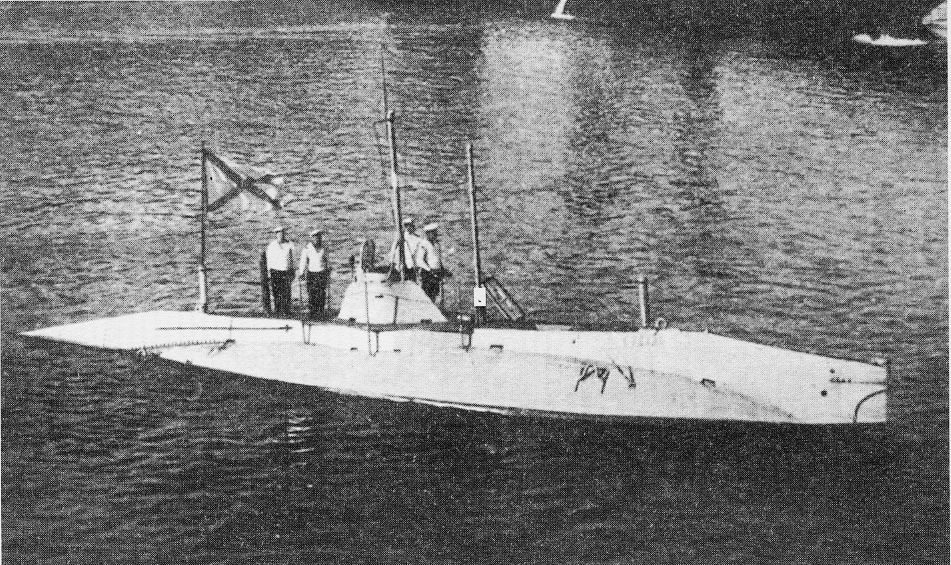
ソム計画の潜水艦「スダック」。 1907 年に建てられ、1909 年に近代化されました。バラクラヴァに拠点を置く。

### 帝国海軍
クロンシュタットで水兵として兵役に就いた。1913年にバルチック艦隊から黒海艦隊へと転属し、潜水学校に通った。1907年に建造されたバラクラヴァを拠点とするスダク潜水艦の乗組員であった 。

### 革命
1917年12月18日に市内でソビエトの権力が確立されたのち、1918年1月にバラクラヴァの革命委員会、その後バラクラヴァの軍事、労働者、農民代議員の評議会を率いた。彼は重病になり、1918年の夏から秋にかけて、故郷のウソルスキー地区を訪れて償いをし、ポジヴィンスキー郷執行委員会の一員となった。工場の国有化に貢献した。その後、地元の赤衛隊を組織した。 1918 年11月6～9 日に第6回全ロシア・ソヴィエト会議に選出された。全ロシア中央執行委員会の一員になりった。 1918年春にドイツ軍が街を占領すると、バラクラヴァの地下活動を指揮した。
1919年に半島が解放されると、彼はクリミア・ソビエト社会主義共和国で働き、 ドミトリー・ウリヤノフが率いる人民教育委員（1919年4月から6月まで）に就任した。

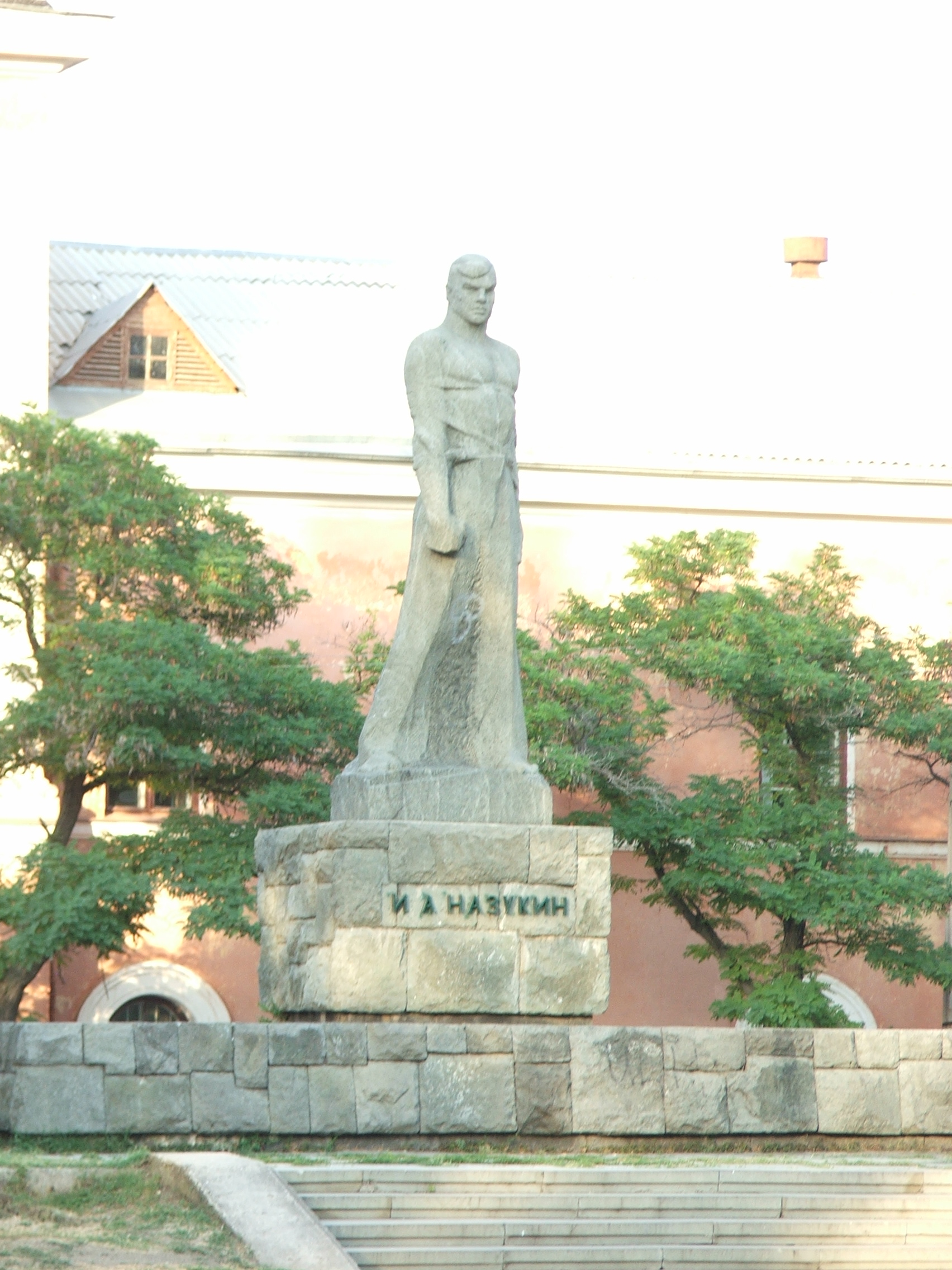
フェオドシアのナズキンの記念碑

### 最期
1919年夏、アントーン・デニーキンがクリミアに進出すると、フェオドシヤ革命委員会の委員長としてフェオドシヤの地下工作を指揮し、武装反乱の準備を進めた。公式には、アレクセイ・アレクセエヴィチ・アンドレエフの名前を使って、金属労働者組合の理事会で事務員として働いていた。ナズキンの参加により、党組織と戦闘部隊がサルィゴリ駅、フェオドシヤ港、リャツキー工場で設立された。地下工作員は諜報活動を行い、敵陣の背後でいくつかの大規模な破壊工作を行った。ナズキンは経験豊富な主導者であったため、デニーキン軍の兵士を動揺させることに多くの時間を費やした。守備隊の一部の兵士は、白軍に対する武装蜂起において決定的な役割を果たすことになっていた。守備隊を武装解除してフェオドシヤを占領したのち、攻撃部隊を作ってアラバトスピット地域の赤軍部隊と合流する計画であった。当時、Ya・A・スラシチョフ将軍の機動防御により、赤軍はペレコープ地峡や腐海を通ってクリミアに侵攻することができなかった。組織に潜入していたデニーキンのスパイの情報により、ナズキンは南ロシア軍の防諜機関に逮捕され、 1920年2月24日の夜（墓銘によると3月6日）に逮捕され、他の28人の地下工作員とともに射殺された。

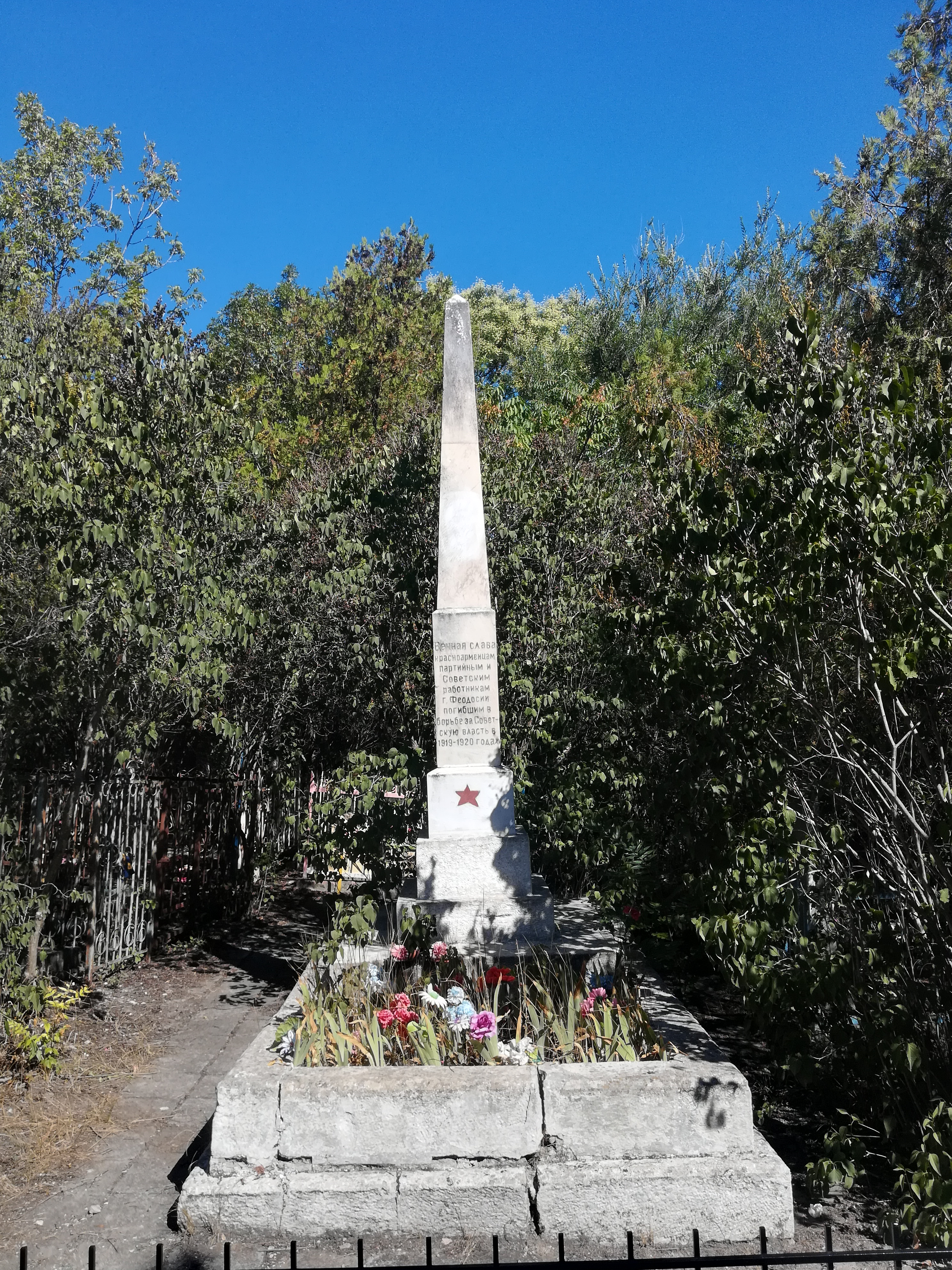
フェオドシアの旧墓地にある紅衛兵の共同墓地

彼はフェオドシアの旧墓地にある共同墓地に埋葬された 。

## 創作
- K. A.トレネフの有名な戯曲「ルボフ・ヤロヴァヤ」（1926 年）では、主人公の1人であるコシュキン委員の原型は、スダク潜水艦ボルシェビキ イヴァン アンドレーエヴィチ ナズキンの船員である[4]。

- あるバージョンによると、 M.しかし。ボロシン「マトロス」はI.しかし。ナズキン[6] .

## メモリー
- 彼の故郷であるSemin G. I.「南北戦争の英雄イヴァン・ナズキン」（シリーズ「カマ地方の注目すべき人々」）で伝記が出版された。出版社、1962. - 61 p.
- Iに敬意を表して。 Nazukin はバラクラバの主要な堤防に名前を付け、記念の浅浮き彫りがある[7] 。
- フェオドシヤでは、通りにナズキンの名を冠し、通りに面している。ゴーリキーは、I. A. ナズキン (彫刻家V. V. ペトレンコ、 V. Z. ザメホフスキー) の記念碑を建てた。</img> 。

記念碑のグランド オープンは、1980年12月16日、白衛軍に対するクリミア赤軍の勝利60周年を祝う日に行われました。この記念碑は、1917年の十月革命の前にアレクサンダー 3 世の記念碑が立っていたのと同じ場所に設置されている。クリミア南岸産の閃緑岩でできている。
- 記念碑は、フェオドシアの旧墓地の集団墓地に埋葬された場所に建てられた。
- 彫刻家 A. S. スタルコフの I. ナズキンの記念碑は、ポズヴァ村の第 1 中等学校の中庭に設置された。
- 「イワン・ナズキン」という名前は、フェオドシヤ港の「レインボー」タイプの遊覧船に付けられた。